# Georgi Bliznaški
Georgi Petkov Bliznaški (in bulgaro Георги Петков Близнашки?; Skravena, 4 ottobre 1956) è un politico e giurista bulgaro.
Dal 6 agosto al 6 novembre 2014 è primo ministro della Bulgaria ad interim, con il compito di guidare il governo fino alle elezioni anticipate in autunno.